# Добре, Лучан
Луча́н До́бре (рум. Lucian Dobre; 25 августа 1978, Решица, Румыния) — румынский футболист, защитник.

## Биография
Футболом начал заниматься на родине. В чемпионате Румынии дебютировал 7 марта 1998 за «Решица» против «Университати Клуж» (1:3).
В 2005 году переехал в Молдавию играть за «Зимбру», с которым у Лучана произошёл конфликт. У него возникли проблемы со спиной, и хотя тогда были очень важные матчи, руководство дало ему возможность подлечиться. А он вылечился и уехал в бухарестское «Динамо». Летом звонит: «Динамовцы хотят меня купить». Ну, если хотят, иди! А потом он неожиданно поехал в запорожский «Металлург». В конце концов, он вернулся обратно, совершенно не готовый. Он начал не дорабатывать на тренировках и в играх. После этого его расставание с командой было вопросом времени.
Один из лучших защитников чемпионата Молдавии перебрался в «Спартак-Нальчик» в 2007 году. За российский клуб он не сыграл ни одного официального матча.
В симферопольскую «Таврии» перешёл в феврале 2008. Дебютировал 2 марта 2008 в матче против «Кривбасса» (1:1).

## Достижения
- Обладатель Кубка Молдавии (1): 2005/06